# Реляционная база данных
Реляцио́нная ба́за да́нных — база данных, основанная на реляционной модели данных.
Понятие «реляционный» основано на англ. relation («отношение, зависимость, связь»).
Использование реляционных баз данных было предложено доктором Коддом из компании IBM в 1970 году.
Для работы с реляционными БД применяют реляционные СУБД.

## Нормализация
Целью нормализации реляционной базы данных является устранение недостатков структуры базы данных, приводящих к избыточности, которая, в свою очередь, потенциально приводит к различным аномалиям и нарушениям целостности данных.